# أل إروين
أل إروين هو لاعب كرة القدم الكندية كندي، ولد في 16 مارس 1943 في تورونتو في كندا.